# Nefrotoxiciteit
Nefrotoxiciteit is de eigenschap van stoffen die een nadelige invloed kunnen hebben op de nierfunctie. Belangrijkste hiervan zijn geneesmiddelen en vergiften. De schade kan tijdelijk van aard dan wel chronisch van aard zijn. In ernstige gevallen kan, al dan niet tijdelijk, nierfunctievervangende therapie noodzakelijk zijn.
Voorbeelden:
- NSAID's (non-steroid anti-inflammatory drug), dat zijn pijnstillers en ontstekingsremmers zoals diclofenac, ibuprofen en naproxen.
- Diuretica (plastabletten), zoals furosemide (Lasix) en bumetanide (Burinex).
- Antibiotica, vooral de aminoglycosiden (zoals gentamicine, tobramycine) en vancomycine.
- Contrastmateriaal bij angiografie-en en CT-scans.
- Ciclosporine en tacrolimus: immuunsuppressiva, dus afweeronderdrukkende medicatie.

De nadelige effecten kunnen optreden bij mensen met voorheen een normale nierfunctie. Het blijkt echter dat enkele risicofactoren een rol spelen. Al gestoorde nierfunctie, diabetes mellitus (suikerziekte), oudere leeftijd, hart- en vaatproblematiek, lagere bloeddruk en de combinatie van deze factoren.
Een speciaal geval zijn de ACE-remmers, een bepaalde klasse antihypertensiva, met als voorbeelden captopril, enalapril en perindopril. ACE-remmers werken meestal beschermend voor de nierfunctie. Als een patiënt echter een vernauwing van de nierslagader heeft (nierarteriestenose), kunnen ACE-remmers schadelijk werken. De bloeddruk binnenin de nier wordt door de ACE-remmer dan te veel verhoogd waardoor er schade ontstaat.